# Serena (gatunek literacki)
Serena (prow. serena ’świeżość wieczoru lub nocy’) – staroprowansalski gatunek literacki w formie pieśni wieczornej wyrażającej oczekiwanie nocy zapowiadającej rozkosze miłosne.
Utwór tego rodzaju wyraża rozpacz kochanka z powodu dłużącego się dnia uniemożliwiającego mu spotkanie z kochanką (w odróżnieniu od alby wyrażającej żal kochanków z powodu konieczności porannego rozstania). Jedynym zachowanym do czasów współczesnych utworem tego gatunku jest Ad un fin aman font datz Guirauta Riquiera.